# کاتلت (ویرجینیا)
کاتلت (به انگلیسی: Catlett) یک منطقهٔ مسکونی در ایالات متحده آمریکا است که در Fauquier County واقع شده‌است. کاتلت ۸٫۴۰ کیلومتر مربع مساحت و ۲۹۷ نفر جمعیت دارد و ۸۲٫۳ متر بالاتر از سطح دریا واقع شده‌است.